# Samorijn

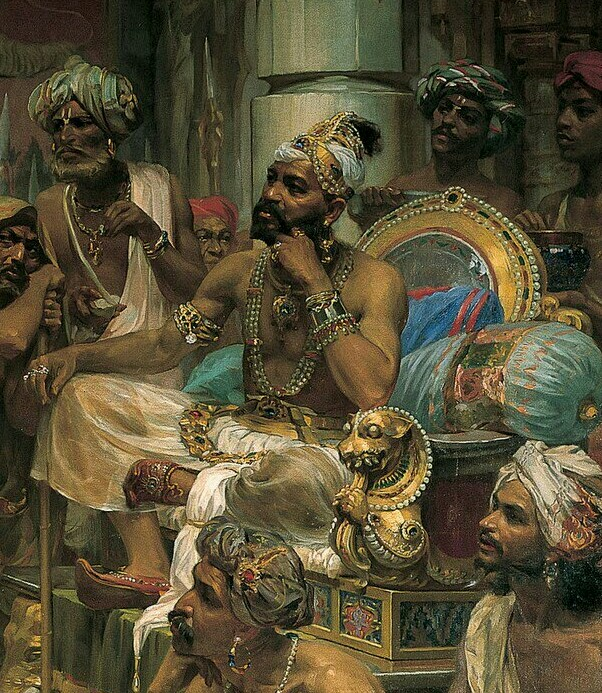
De samorijn van Calicut, schilderij door Veloso Salgado, 1898.

Samorijn, samorim of zamorin (Malayalam: സാമൂതിരി, saamoothiri; Indo-Arisch: sumadra raja; letterlijk: "vorst van de zee") was tussen de 12e en 18e eeuw de titel van de vorst van Calicut en omstreken, aan de Malabarkust in het huidige Kerala. 
De Malabarkust was in de 17e eeuw onderverdeeld in vijf koninkrijken: Cannanore, Calicut, Cranganore, Cochin, Quilon en Travancore. De heersers van deze staatjes speelden een belangrijke rol in het toekennen van handelsrechten aan de Europese koloniale machten. De samorijn van Calicut ontving Vasco da Gama tijdens diens expeditie om Kaap de Goede Hoop in 1498. De Portugezen slaagden er niet in de samorijn te overtuigen hen het monopolie op de peperhandel te verlenen door de Arabische handelaren uit zijn gebied te verdrijven. Met behulp van de radja van Cochin, een rivaal van Calicut, dwongen ze de samorijn in 1505 met militaire middelen tot concessies.
Een eeuw later arriveerden de Nederlanders in het gebied. De samorijn ontving Steven van der Hagen in 1604. In 1608 ontving hij Pieter Willemsz. Verhoeff om te onderhandelen over de levering van peper en het kappen van hout. Ook Hendrik van Rheede onderhield na 1661 goede relaties met de samorijn, die de VOC (dat wil zeggen Rijcklof van Goens) steunde om de Portugezen uit hun vestingen langs de Malabaarse kustlijn te verdrijven (op Goa na).